# 霍從教
霍從教（1549年—？），字汝似，號榖軒，山東济南府平原縣人，明朝政治人物。

## 生平
隆庆元年（1567年）丁卯科山东乡试第六十九名舉人，萬曆八年（1580年）庚辰科會試第二百七十八名，三甲第五十三名進士。都察院觀政，本年授直隸邯鄲知縣，丁憂歸。十二年補獲鹿县，十三年調繁大同，十五年行取，十六年选授江西道御史，卒祀鄉賢。

## 家族
曾祖父霍欽，曾任庫大使；祖父霍隆；父親霍仲光，曾任監生。母王氏。